# Traces Best of 2005-2009
Traces Best of 2005-2009 é um álbum de grandes êxitos da banda japonesa de rock The Gazette, lançado em 6 de abril de 2011. O álbum estava previsto para ser lançado em 23 de março, mas foi adiado para 6 de abril devido a catástrofe do Sismo e tsunami de Tohoku em 2011 no Japão.

## Recepção
Alcançou a décima nona posição na Oricon Albums Chart, permanecendo na parada por cinco semanas.

## Faixas
| N.º            | Título                | Álbum original  | Duração |  |
| 1.             | "reila"               | Single          | 7:48    |  |
| 2.             | "Cassis"              | NIL             | 6:44    |  |
| 3.             | "SHADOW VI II I"      | NIL             | 4:16    |  |
| 4.             | "Regret"              | Stacked Rubbish | 4:30    |  |
| 5.             | "Filth in the Beauty" | Stacked Rubbish | 4:11    |  |
| 6.             | "Hyena"               | Stacked Rubbish | 4:16    |  |
| 7.             | "Burial Applicant"    | Stacked Rubbish | 4:27    |  |
| 8.             | "Guren" (紅蓮)        | DIM             | 5:23    |  |
| 9.             | "Leech"               | DIM             | 4:12    |  |
| 10.            | "Distress and Coma"   | DIM             | 5:15    |  |
| 11.            | "The Invisible Wall"  | DIM             | 4:33    |  |
| 12.            | "Before I Decay"      | Single          | 3:44    |  |
| Duração total: | Duração total:        | Duração total:  | 59:20   |  |

## Créditos
- Ruki – vocais
- Uruha – guitarra solo
- Aoi – guitarra rítmica
- Reita – baixo
- Kai – bateria